# Кобинский переулок (Владикавказ)
Ко́бинский переулок — переулок во Владикавказе, Северная Осетия, Россия. Улица располагается в Иристонском муниципальном округе. Расположен между улицами Чермена Баева и Цаголова. Начинается от улицы Чермена Баева. Переулок пересекает улица Гаппо Баева.
Переулок назван именем грузинского населённого пункта Коби. Впервые обозначен на плане города Владикавказа от 1943 года.
В настоящее время улица в основном застроена малоэтажными частными зданиями.